# George Hutchinson
George Hutchinson es el nombre de un obrero británico conocido por el testimonio que rindió ante la policía, tras el asesinato de Mary Jane Kelly el 9 de noviembre de 1888. Allí aportó una exhaustiva descripción del sujeto que podría haber resultado ejecutor de aquella desdichada prostituta. Incidentalmente, el propio testigo devino sindicado, en una teoría moderna, de ser el asesino de esa fémina y, por extensión, de haber sido el victimario secuencial comúnmente apodado Jack el Destripador.

## La declaración de George Hutchinson
Cuatro días después de consumado el horrendo crimen contra Mary Jane Kelly en la pensión de Miller´s Court, sita en el número 36 de la calle Dorset, al este de Londres, un individuo se personó en la comisaría de la calle Comercial. Allí fue atendido por el agente de guardia Edward Benham, y dejó registrado un extenso testimonio alusivo a aquel trágico episodio.
El comunicante se llamaba George Hutchinson, y aseguró haber avistado a la víctima horas previas a su deceso, en compañía de un cliente demasiado elegante para la paupérrima zona de Whitechapel. En toda la historia del caso de 'Jack el Destripador' no existe un testimonio más minucioso y sugerente sobre un eventual sospechoso de haber sido ese asesino.
El informante contó que a eso de las 2 de la madrugada del 9 de noviembre de 1888, venía caminado por Thrawl Street desde su domicilio de la calle Romford, y justo antes de llegar a Flower and Dean Street vio a la mujer asesinada. Esta lo saludó y, seguidamente, le solicitó le prestara seis peniques. Ante ese pedido, el mencionado se excusó señalándole que no podía ayudarla, dado que se había gastado todo el dinero. Ella le repuso que entonces debía seguir su rumbo porque necesitaba pagar su alojamiento; y se dirigió hacia Thrawl Street.
Casi de inmediato, un hombre que venía en dirección opuesta a Mary le dio un golpecito en el hombro y le susurró algo al oído; posiblemente le dijo una broma, puesto que ambos se echaron a reír. Según el declarante, habría oído cómo el individuo le decía: “Saldrás ganando lo que ya te dije”. Luego de ese comentario, puso su brazo derecho encima de los hombros de la mujer y ambos se fueron abrazados.
En cuanto a la descripción física de aquella persona, el informante –usando un lenguaje redundante– indicó que llevaba: “una especie de pequeño paquete en la mano izquierda sujetado con una especie de correa”.
Hutchinson aseguró que le prestó tanta atención al acompañante de Mary, porque le sorprendió su aspecto de extranjero –“tal vez era judío”, aventuró–, así como la elegancia con que vestía, cosa extraordinaria en esa zona tan carenciada. Y por tal motivo, el testificante se habría apostado bajo la farola a gas que alumbraba la entrada de la taberna Queen´s Head, y aprovechando la diáfana iluminación que allí había se dedicó a mirar con detenimiento.
Al pasar la pareja frente a él, el cliente de Kelly –al advertirse observado- escrutó al testigo con actitud hosca y enseguida bajó la cabeza. Como portaba el sombrero muy calzado sobre los ojos ello dificultó su identificación.
El curioso testigo narró que –ante ese elusivo gesto– él se agachó para verle bien el rostro a aquel individuo. Después, el dúo se encaminó hacia Dorset Street seguidos de cerca por Hutchinson, quien los vio conversar durante tres minutos antes de que ingresaran al edificio de Miller´s Court, en una de cuyas habitaciones Mary residía y atendía a sus clientes.
Entonces el acompañante le susurró algo, a lo cual la joven habría respondido: 
“Venga, haré que usted se sienta cómodo, querido”. Después de ello, este la abrazó y la besó. Antes de entrar, ella se detuvo y le dijo que había perdido su chalina de cuello, ante lo cual, el hombre sacó un pañuelo rojo y se lo obsequió.
Finalmente, ambos penetraron dentro del patio interno de la pensión, y Hutchinson ya no pudo continuar espiando y optó por aguardar afuera durante tres cuartos de hora en espera de que salieran. Como ninguno de ambos salió durante ese lapso, el frío de la desapacible noche venció al vigilante, quien por fin se retiró.
El cliente de Mary Jane Kelly fue descrito como un hombre de aproximadamente 34 o 35 años, de más de 1 metro 70 de altura, de tez pálida, ojos, pestañas, y cabellos oscuros, bigote pequeño. Iba vestido con un largo abrigo oscuro con cuello y puños adornados de astracán sobre una chaqueta corta de color negro. Portaba pantalones ligeros, chaleco oscuro, y sombrero de fieltro negro. Calzaba botas y encima de las mismas lucía polainas abotonadas de color blanco. Sobre su chaleco llevaba cruzada una cadena de oro a cuyo extremo pendía un reloj del mismo metal. Pinchado a su corbata lucía un alfiler con forma de herradura. Llevaba camisa blanca y corbata negra, y en fundaba sus manos bajo un par de finos guantes de cabritilla. Su apariencia era respetable y caminaba con porte marcial.
En su tiempo no se receló de George Hutchinson, al punto de que el principal investigador del caso, el inspector Frederick Abberline, lo interrogó en persona, y días más tarde declaró a un periódico que estimaba a las deposiciones efectuadas por aquel hombre veraces, y que el testigo le pareció sincero. Aparentemente Abberline tomó por buena la versión del testificante, que afirmó conocer a Mary Jane Kelly desde tres años atrás y ser amigo de ésta.
Hutchinson también declaró ante la prensa pretendiendo que al día siguiente del asesinato de su amiga salió en busca del matador, y volvió a toparse con el extraño cliente que avistara aquella trágica noche. Contó que se puso a seguirlo con ánimo de darle caza, pero el sujeto habría olfateado su presencia y, apurando el paso, se le escabulló a través de las callejuelas de Spitalfields. Luego de ese episodio jamás habría vuelto a verlo.

## Sospechas de que fuera Jack el Destripador
Los críticos de este caso criminal en general ponderan que George Hutchinson constituyó un declarante falso que exageró enormemente lo poco que podría haber sabido, pues estaba imbuido por un afán mediático y buscaba obtener notoriedad.
Al respecto Alan Moore apuntó: “ hay algo poco convincente en la gran cantidad de detalles que aporta, y tiendo a sospechas que gran parte de los mismos los había inventado tras los acontecimientos, un hombre ávido de convertirse en el centro de atención”.
Pero otros autores fueron aún más severos con este problemático testigo, y vislumbraron que bajo sus exageradas declaraciones se ocultó una intención mucho más sórdida que un mero afán de notoriedad. En tiempos recientes, George Hutchinson devino sindicado de ser el homicida serial motejado 'Jack the Ripper'. Su principal acusador lo conformó Robert “Bob” Hinton, quien en su libro “From Hell: The Jack the Ripper Mistery” publicado en 1998, postuló a Hutchinson fungiendo de ejecutor de Mary Jane Kelly y, eventualmente, de haber sido el asesino serial 'Jack el Destripador'.
Las extensas declaraciones formuladas por éste a las autoridades son vistas como una cortina de humo que tendió a fin de esconder su culpabilidad. La verdad habría sido que, perdidamente enamorado de la bella meretriz, la habría ultimado en el transcurso de un acceso de ira y despecho, luego de ser despreciado por ésta. El asesino temía que los vecinos lo identificaran. Por ejemplo, Sara Lewis, que residía en las proximidades, declaró haber visto a un hombre rondando en actitud extraña por la entrada del edificio de Miller´s Court en la madrugada de ese 9 de noviembre. Aquel individuo muy posiblemente fuera Hutchinson, quien sabía que testimonios tan peligrosos como ese sin duda iban a sobrevenir. Sus deposiciones, radicadas cuatro días después del asesinato de Mary -se tomó ese tiempo para pensar qué le convenía hacer-, tuvieron por propósito evitar ser considerado sospechoso del homicidio si lo identificaban. De ese modo fabricaba una coartada con la cual justificar su presencia en la escena del crimen.